# زيغمونت ماريك
زيغمونت ماريك (بالبولندية: Zygmunt Stanisław Marek)‏ هو كاتب ومحامي وسياسي بولندي، ولد في 17 مارس 1872 في كراكوف في بولندا، وتوفي بنفس المكان في 1931. حزبياً، نشط في Polish Socialist Party ‏.